# Parafia św. Mateusza w Starogardzie Gdańskim
Parafia farna Świętego Mateusza w Starogardzie Gdańskim – rzymskokatolicka parafia należąca do dekanatu Starogard Gdański, diecezji pelplińskiej. Jest najstarszą parafią w mieście.

## Zasięg parafii
Na obszarze parafii leżą  ulice w Starogardzie Gdańskim: Al. Wojska Polskiego, Bajana, Bilikiewicza, Browarowa, Chopina, Dmowskiego (nr 1-15), Św. Elżbiety, Gdańska, Gimnazjalna, Grunwaldzka, Hallera, Harcerska, Kilińskiego, Kolejowa, Kołłątaja, Kopicza, Lena, Lubichowska (nr 1-12), Magazynowa, Dr. Maja, Mickiewicza (do Ul. Traugutta), Murarska, Nowowiejska, Okrężna (prawa Strona), Orlińskiego, Osiedlowa, Parkowa, Piaskowa, Piłsudskiego, Podgórna, Polna, Północna, Rzeczna, Rynek (ulice Przyległe Do Fary), Sikorskiego, Słowackiego, Ks. Skorupki, Spichrzowa, Sportowa, Szewska, Dr. Szwabego, Szpitalna, Skarszewska (do Torów), Ciegiennego, 2 Pułku Szwoleżerów, Tczewska (tylko Dom Przy Pałacu Wicherta), Traugutta (numery Nieparzyste), Jagiełły.